# Русская Тростянка
Русская Тростянка — село в Острогожском районе Воронежской области. Входит в состав Шубинского сельского поселения.

## Население
| 1859 | 1897  | 2000 | 2005 | 2010 |
| ---- | ----- | ---- | ---- | ---- |
| 963  | ↗1594 | ↘463 | ↘373 | ↗405 |

## История
Село основано во второй половине XVII века. Входило в состав Коротоякского уезда и непродолжительное время с 1923 по 1928 годы в состав Острогожского уезда. В 1875 году в селе была построена Покровская церковь.
Первая часть названия связана с тем, что неподалёку расположено село Хохол-Тростянка (ранее Черкасская Тростянка), заселённая в основном украинцами. Вторая же часть названия пошла от протекающий в тех местах речки Тростянки, притоке Ольшанки. В 1859 году в селе было 88 дворов, в которых проживало 963 человека. В 1900 г. в селе проживало 1526 человек, было 4 обществ. здания, земская школа, школа грамоты, винная, 2 мелочных лавки. В 1985 г. институтом Воронежколхозпроект был выполнен проект генеральный план села Русская Тростянка. В 2007 г. в селе проживало 427 человек.
Земская школа в селе Русская Тростянка открыта в 1910 г. Постановлением администрации Воронежской области № 510 от 18 апреля 1994 г. поставлена на государственную охрану как памятник градостроительства и архитектуры регионального значения.
Надпись на табличке, находящейся на стене здания, гласит: «Здесь в июле 1899 года была образована Русско-Тростянская земская и церковно-приходская школа».

## Русская православная церковь
Церковь во имя святого Георгия Победоносца ведёт своё начало от одноимённой часовни, упоминаемой в окладных книгах. Впервые эта часовня встречается в тексте в 1653 году. В переписной книге церквей Ольшанского уезда 1658 года уже упоминается церковь. Около 1873 года (сохранились метрические книги Георгиевской церкви до этого года) года она сгорела (вероятно вторая постройка церкви). Новую каменную церковь возвели в 1875 году в другом месте села, освятив её в честь Покрова Пресвятой Богородицы.
В начале XVIII столетия в селе была построена деревянная церковь во имя великомученика Георгия Победоносца. В середине XIX века она сгорела (теперь на этом месте установлен Поклонный крест). Новый Покровский храм возвели в 1875 году. В 1931 году храм был закрыт, в 1954 году разрушен, из его кирпичей построены зернохранилище и клуб.
В день памяти великомученика Георгия Победоносца, 6 мая 2001 года, на собрании жителей села было решено начать строительство нового храма на месте разрушенной церкви. 9 августа 2001 года был освящен закладной камень.
13 июня 2009 года освящение храма и первую литургию в нем совершил митрополит Воронежский и Борисоглебский Сергий.